# Зборальский, Вальдемар
Вальдемар Зборальский (пол. Waldemar Zboralski; род. 4 июня 1960, Нова-Суль, Зелёногурское воеводство) — польский гражданский и ЛГБТ-активист.

## Биография
Зборальский родился в Новой-Сули, где он вырос и окончил среднюю школу. В ноябре 1985 года был одной из первых жертв операции «Гиацинт». Целью операции было создание национальной базы данных всех гомосексуалистов и людей, которые имели любой контакт с ними.
Зборальский был основателем «Гомосексуального движения в Варшаве» (Warszawski Ruch Homoseksualny) и его первым председателем.
По словам Кшиштофа Томасика, автора книги «Gejerel. Mniejszości seksualne w PRL-u» (Сексуальные меньшинства в Польше), Зборальский был «гомосексуальным Валенсой».